# Raja texana
Raja texana е вид хрущялна риба от семейство Морски лисици (Rajidae).

## Разпространение
Видът е разпространен в Мексико и САЩ (Алабама, Луизиана, Мисисипи, Тексас и Флорида).